# Nyírderzs
Nyírderzs ist eine ungarische Gemeinde im Kreis Nyírbátor im Komitat Szabolcs-Szatmár-Bereg.

## Geografische Lage
Nyírderzs liegt sieben Kilometer nordöstlich der Kreisstadt Nyírbátor. Nachbargemeinden sind Nyírcsászári, Hodász und Kántorjánosi.

## Sehenswürdigkeiten
- Griechisch-katholische Kirche Örömhírvétel, ursprünglich aus dem 13. Jahrhundert, 1796 im barocken Stil umgebaut
- Römisch-katholische Kirche Szent László

## Verkehr
Durch Nyírderzs verläuft die Nebenstraße Nr. 49128. Es bestehen Busverbindungen über Nyírcsászári nach Nyírbátor sowie nach Kántorjánosi. Der nächstgelegene Bahnhof befindet sich viereinhalb Kilometer südlich in Nyírcsászári.